# Pitkäsaari (ö i Finland, Norra Savolax, Norra Savolax, lat 63,45, long 27,84)
Pitkäsaari är en ö i Finland. Den ligger i sjön Suuri-Juminen och i kommunen Lapinlax i den ekonomiska regionen  Övre Savolax ekonomiska region  och landskapet Norra Savolax, i den centrala delen av landet, 400 km norr om huvudstaden Helsingfors. Öns area är 1,6 hektar och dess största längd är 270 meter i nord-sydlig riktning.